# KS Bylis Ballsh
A Bylis Ballsh albán labdarúgóklub, székhelye Ballsh városában található. Jelenleg az első osztályban szerepel. Hazai mérkőzéseit a Agush Maca stadionban rendezi.

## Névváltozások
- 1972–1976: KS Bylis Ballshi
- 1976–1995: Ballshi i Ri Bylis

1995 óta jelenlegi nevén szerepel.

## Sikerei
- Albán labdarúgó-bajnokság (Kategoria Superiore)
  - Bronzérmes (1 alkalommal): 1999

## Eredmények

### Európaikupa-szereplés

#### Összesítve
| Kupa           | J | GY | D | V | LG–RG |
| -------------- | - | -- | - | - | ----- |
| UEFA-kupa      | 2 | 0  | 0 | 2 | 1–5   |
| Intertotó-kupa | 2 | 0  | 1 | 1 | 3–4   |
| Összesítve     | 4 | 0  | 1 | 3 | 4–9   |

#### Szezonális bontásban
| Idény     | Kupa           | Forduló    | Klub                      | 1. mérk. | 2. mérk. |
| --------- | -------------- | ---------- | ------------------------- | -------- | -------- |
| 1999–2000 | UEFA-kupa      | Selejtező  | Inter Slovnaft Bratislava | 1–3      | 0–2      |
| 2001      | Intertotó-kupa | 1. forduló | Universitatea Craiova     | 3–3      | 0–1      |

Megjegyzés: Az eredmények minden esetben a Bylis Ballsh szemszögéből értendőek, a félkövéren jelölt mérkőzéseket pályaválasztóként játszotta.